# Auguste Ambroise Tardieu
Pour les articles homonymes, voir Ambroise Tardieu.
Auguste Ambroise Tardieu, né le 10 mars 1818 à Paris et mort le 12 janvier 1879 à Paris 1er, est un médecin légiste français. Il donne la première description du syndrome des enfants battus, et des « taches de Tardieu » ou signes d'autopsie de la mort par suffocation.
Ses publications ont servi de sources pour Émile Zola.

## Biographie
Il naît dans le quartier de l'École de médecine.

### Famille
Il est issu d'une ancienne famille bourgeoise catholique fournissant des lignées de maitres-graveurs depuis la fin du XVIIe siècle, les Tardieu. Son père est Ambroise Tardieu (1788-1841), graveur-géographe officiel du gouvernement, et sa mère née Boulland, fille d'un haut fonctionnaire du ministère des finances.
Son frère Amédée Tardieu (1822-1893) est bibliothécaire de l'Institut de France.
Il épouse Zoé d'Ocagne, traductrice en français de littérature anglaise.
Leur fille Léonie (1843-1863) épouse Georges Berger (1834-1910), futur homme politique, et meurt de fièvre typhoïde au cours de son voyage de noces en Italie.
Son petit-neveu est André Tardieu (1876-1945), journaliste et homme politique.

### Études et carrière
Élève du collège royal Charlemagne de 1828 à 1834, il s'inscrit à la Faculté de médecine de Paris en novembre 1835. Il obtient le grade de bachelier ès lettres en août 1836. Il est reçu à l'internat en novembre 1838 et docteur en médecine en janvier 1843.
À partir de 1843, il exerce des fonctions de médecin légiste, en étant chef de clinique dans le service de Bouillaud.. Il est agrégé en juin 1844 et réussit le concours de médecin des hôpitaux en mai 1847. Il est alors médecin du bureau central des hôpitaux, inspecteur-adjoint du service de vérification des décès de la ville de Paris.
À partir de 1851, il exerce dans plusieurs hôpitaux : Hospice de la Rochefoucauld (1852), Lariboisière (1853), Hôtel-Dieu (1861).
Le 12 juillet 1859, il est élu à l’Académie nationale de médecine dans la section d'hygiène publique, de médecine légale et de police médicale. Il en deviendra président en 1867. En 1860 il est nommé médecin consultant de l'empereur Napoléon III.
Le 11 décembre 1861, un décret impérial le nomme professeur titulaire de la chaire de médecine légale. Il conservera cette chaire après la chute de l'Empire.
En janvier 1864, il est nommé doyen de la faculté de médecine, en remplacement de Rayer qui venait de démissionner à la suite de mouvements étudiants, en conflit avec le ministre Victor Duruy.  Mais lui-même subit de nouvelles manifestations, les étudiants l'accusant d'avoir fait séquestrer dans un asile, pour plaire à Napoléon III, un opposant politique, l'avocat Léon Sandon. Tardieu réplique en déplorant la formation insuffisante des étudiants en matière d'aliénation mentale. Dès lors sa popularité décroit, et en 1868, il est remplacé comme doyen.
Toujours en 1864, il est membre du conseil municipal de Paris.
De 1868 à 1876, il est président de l'Association générale des médecins de France (AGMF).
En 1874, il n'a plus de service hospitalier. Devenu professeur honoraire, il est remplacé après sa mort en 1879 par Brouardel. Il fut nommé chevalier de la Légion d'honneur en 1849, puis promu officier en 1860 et commandeur en 1872.

## Travaux
Son ouvrage publié en 1848, Manuel de pathologie et de cliniques médicales, a servi de référence pour Émile Zola, lecteur attentif de Tardieu.

### Rapports d'expertises
Au cours de sa carrière, Tardieu rédige 5239 rapports d'expertise médico-légale. 

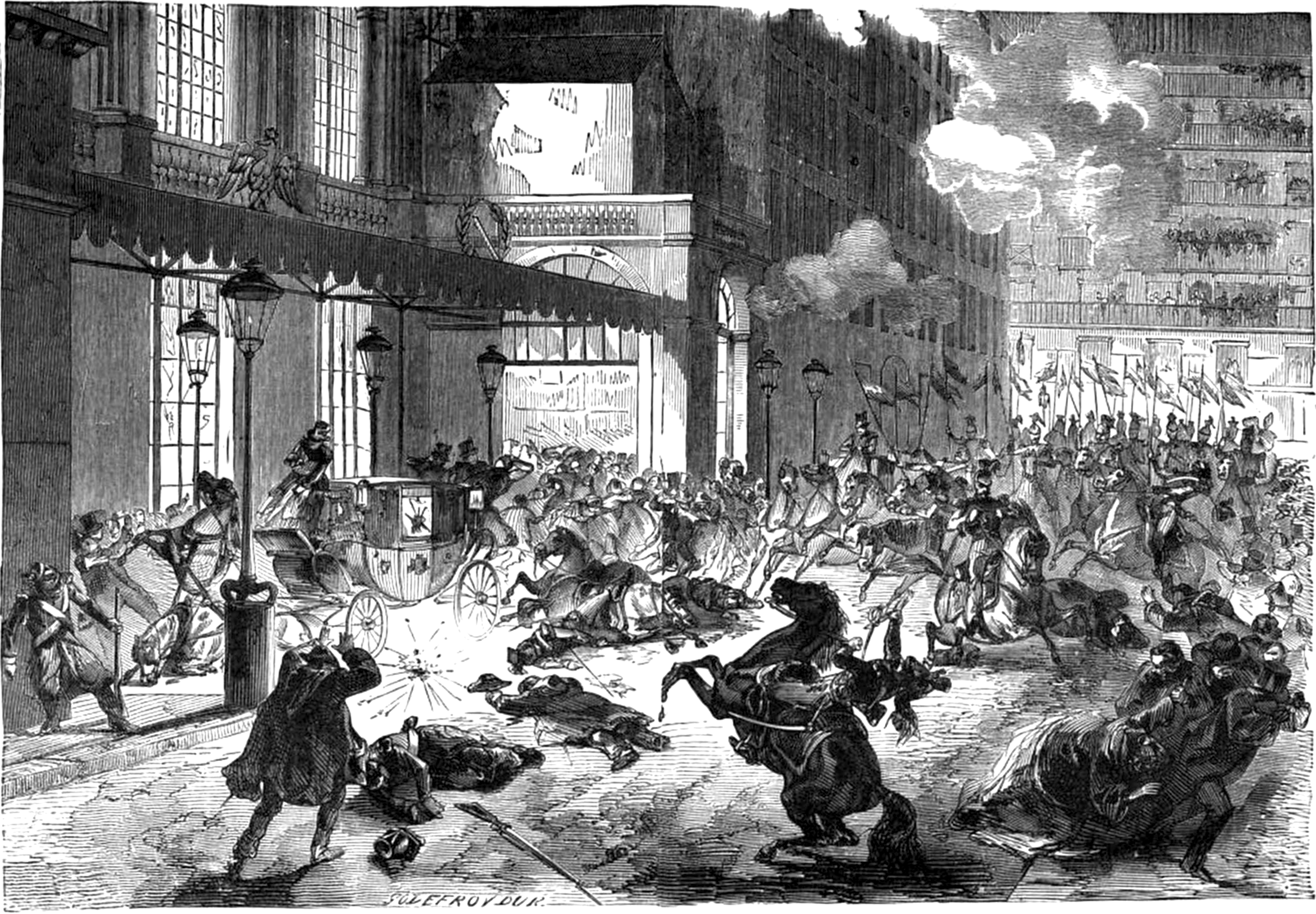
L'attentat d'Orsini contre Napoléon III, 14 janvier 1858.

Il contribue à faire inculper le duc de Praslin pour le meurtre de son épouse dans la nuit du 17 au 18 août 1847, en ayant l'idée pour la première fois d'examiner l'arme du crime au microscope. Le duc meurt le 25 août 1847. Après autopsie, Tardieu affirme qu'il est mort empoisonné par une préparation arsenicale ingérée le 18 août.
Le 14 janvier 1858, Orsini, Pieri, Rudio et Gomez tentent d'assassiner Napoléon III se rendant en berline à l'opéra. Trois bombes éclatent coup sur coup. Tardieu examine les 156 blessés dont certains mourront dans la nuit.
En 1864, Tardieu fait acquitter monsieur Armand accusé par son domestique de lui avoir donné un coup derrière la tête, d'avoir tenté de l'étrangler et de l'avoir ligoté.
La même année, il fait condamner le docteur Couty de la Pommerais accusé d'avoir attenté à la vie à la veuve de Paw. Il dégage des matières vomies par la victime un principe actif produisant sur les animaux les mêmes effets que la digitaline.
En 1867, il pratique l'autopsie d'une des victimes de Jean-Charles-Alphonse Avinain et il conclut à une mort par strangulation plus coups violents portés à la tête avec un objet contondant vraisemblablement pendant le sommeil de la victime et dépeçage.
En 1869, il affirme avec trois de ses collègues que Jean-Baptiste Troppmann a pu commettre seul le meurtre de la femme Kinck et de ses cinq enfants.
En 1870 dans l'affaire de l'assassinat du journaliste Victor Noir par le prince Pierre Bonaparte, il déclare à la Haute Cour de justice réunie à Tours que les traces de contusion constatées sur la joue gauche du prince ont pour cause un coup direct permettant l'acquittement du prince pour légitime défense. De retour à Paris, il est empêché de faire cours et la faculté est fermée pour plusieurs semaines.

### Mémoire sur la mort par suffocation
Dans cet ouvrage publié en 1855, Tardieu décrit les lésions des organes internes, notamment celles des poumons. Il décrit les « taches de Tardieu » (ecchymoses sous-pleurales) observées lors de l'autopsie d'une mort par suffocation : « On trouve à la base des poumons de petites taches d'un rouge très foncé, presque noires, de la taille d'une tête d'épingle à celle d'une petite lentille ».

### Maltraitance des enfants
En 1852, il publie la première édition de son Dictionnaire d'hygiène publique et de salubrité, où il dénonce l'exploitation du travail des enfants dans les fabriques et dans les mines.

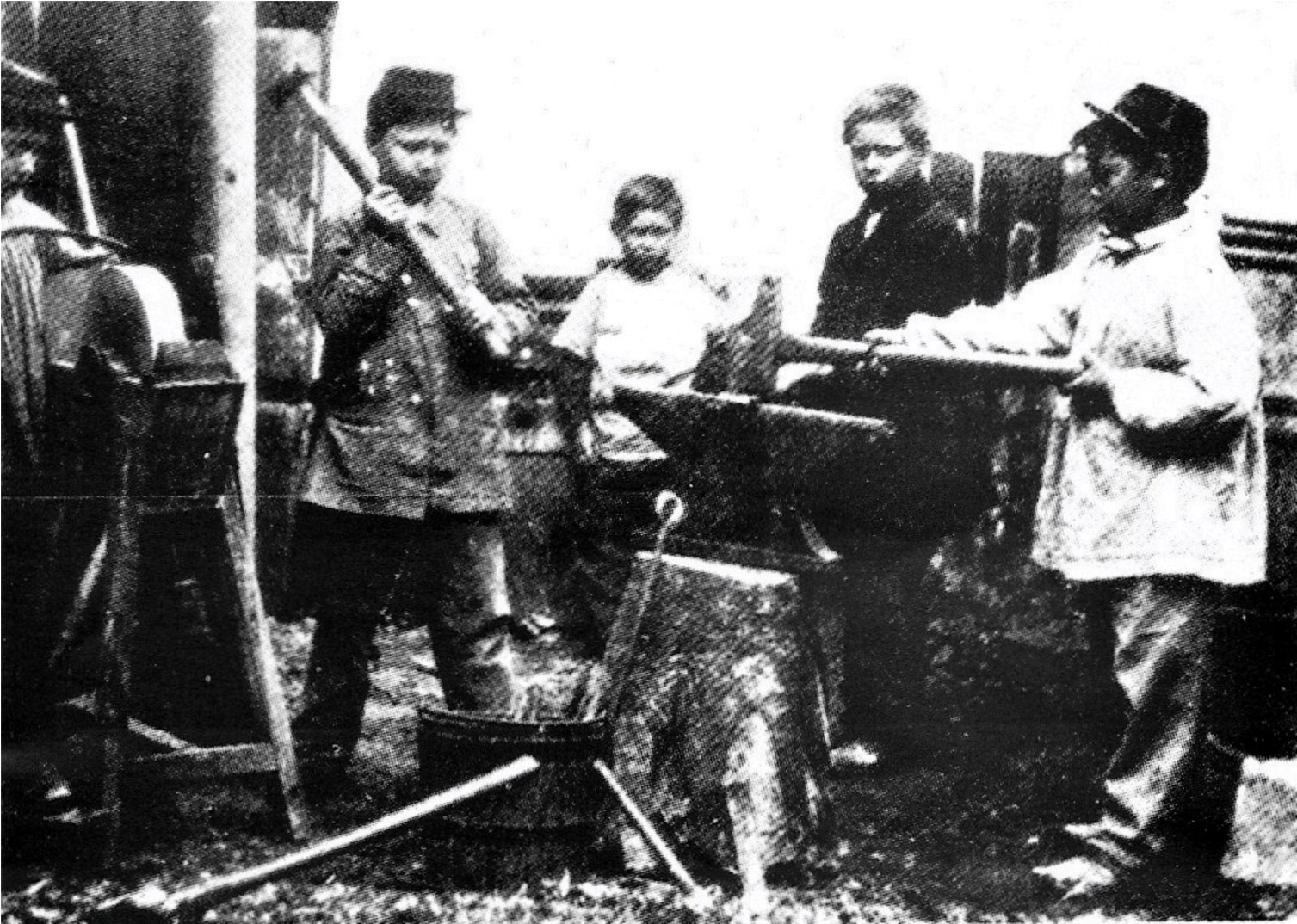
Travail des enfants à la forge, France 1865.

En 1860, dans les Annales d'hygiène et de médecine légale (t. XIII, p. 361), il donne la première description générale du syndrome des enfants battus (maltraitance sur mineur et violences sexuelles exercées contre ceux-ci) sous le titre  Étude médico-légale sur les sévices et mauvais traitements exercés sur des enfants. C’est en hommage à cette première description que ce syndrome est aussi appelé « syndrome de Tardieu » (forme clinique), connu plus tard sous sa forme radiologique ou  « syndrome de Silverman ».
Dans cette première publication, il se base sur 32 cas choisis, dont 18 mortels. Dans les cas mortels, il s'agit de très jeunes enfants soumis à des sévices graves (traumatismes cérébraux), dans les cas non mortels, il s'agit d'enfants plus grands exposés aux mauvais traitements et aux privations.
En 1868, il publie aussi une étude sur l'infanticide. Malgré la notoriété de son auteur, les travaux de Tardieu n'ont guère d'influence sur la société de son temps. Dans son Étude sur les blessures, publié l'année de sa mort en 1879, il reprend ses anciens travaux, se désolant de l'absence de réaction lors de leur première publication.

### Étude médico-légale sur les attentats aux mœurs
Cet ouvrage publié en 1857 se compose de trois parties, consacrées aux outrages publics à la pudeur, les viols (définis par les articles 330 à 334 du Code pénal de l'époque),  et enfin, sujets jusque là peu étudiés, à la  pédérastie et la sodomie (termes médicaux en usage, le terme homosexualité n'apparait en français qu'en 1891).

#### Abus sexuels sur les enfants
Il décrit 632 cas d'abus sexuel envers des filles dont 70 % n'ont pas atteint l'âge de 13 ans. Il attribue ces cas au développement industriel qui favorise un contact permanent entre ouvriers des deux sexes et de tout âge. Il souligne les graves répercussions psychologiques chez les victimes. Il dénonce le mythe de la guérison des maladies vénériennes par contact sexuel avec une fillette prépubère. Il est le premier à signaler des abus sexuels commis par des femmes, mais il considère aussi le risque de fausses allégations.

#### Pédérastie à Paris, selon Tardieu
Tardieu justifie l'importance croissante de la pédérastie en médecine légale par l'accroissement de la répression à la suite de scandales publics récents, comme l'affaire de la rue des Remparts (Paris, 1845) où se réunissait une bande de voleurs et maîtres-chanteurs pédérastes. La pédérastie est un moyen utilisé par les malfaiteurs pour faire des dupes et des victimes. Par ses fonctions, Tardieu a pu observer plus de deux cents individus pris en flagrant délit ou ayant avoué ainsi que de nombreuses archives.

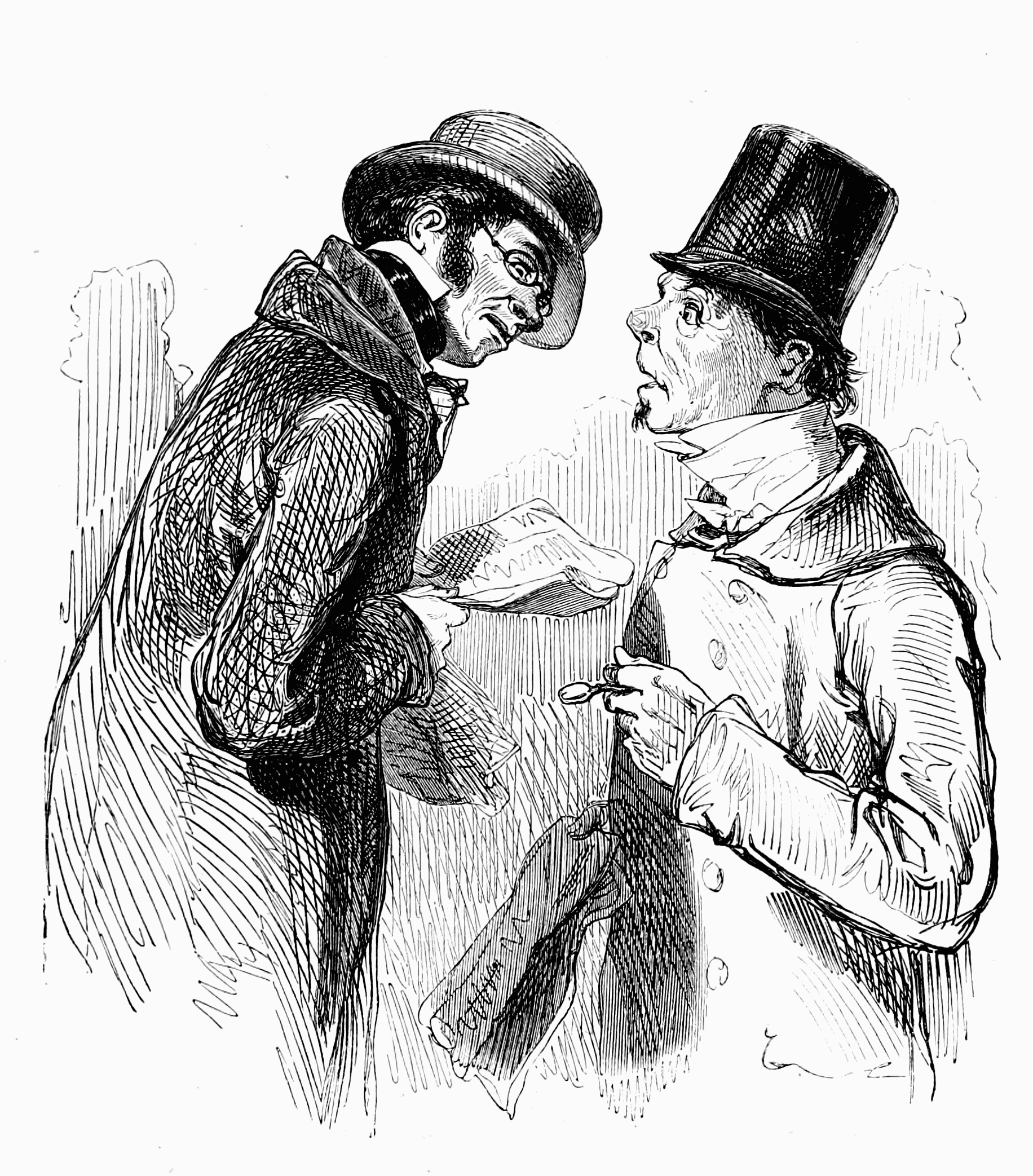
« Mosieu ! Je n'ai pas l'honneur de vous connaitre, mais vous m'avez l'air d'un fichu polisson », lithographie de Paul Gavarni (1804-1866), série Les gens de Paris.

Il constate que les violences sodomites faites aux femmes sont principalement le fait de leur époux et qu'elles commencent très peu de temps après le mariage. Les attentats contre les jeunes garçons mineurs touchent souvent des apprentis victimes de la brutalité des gens qu'ils assistent. La prostitution pédéraste, très répandue à Paris, est souvent liée à une criminalité organisée pratiquant le chantage sur les clients. Les prostitués sont souvent également hétérosexuels et ramènent le plus souvent leurs clients dans des établissements pour femmes. Tardieu complète le tableau de la pédérastie en utilisant le latin pour évoquer la scatophilie et la fellation.
Le débat de l'époque portait sur le fait de savoir si l'examen clinique et anatomique pouvait détecter les signes de la pédérastie. Le professeur Casper de Berlin prétendait que le plus souvent, la pédérastie ne laissait aucune trace sur un individu. Tardieu estime que cela n'est vrai que pour 1 pédéraste sur 14 ou 15.

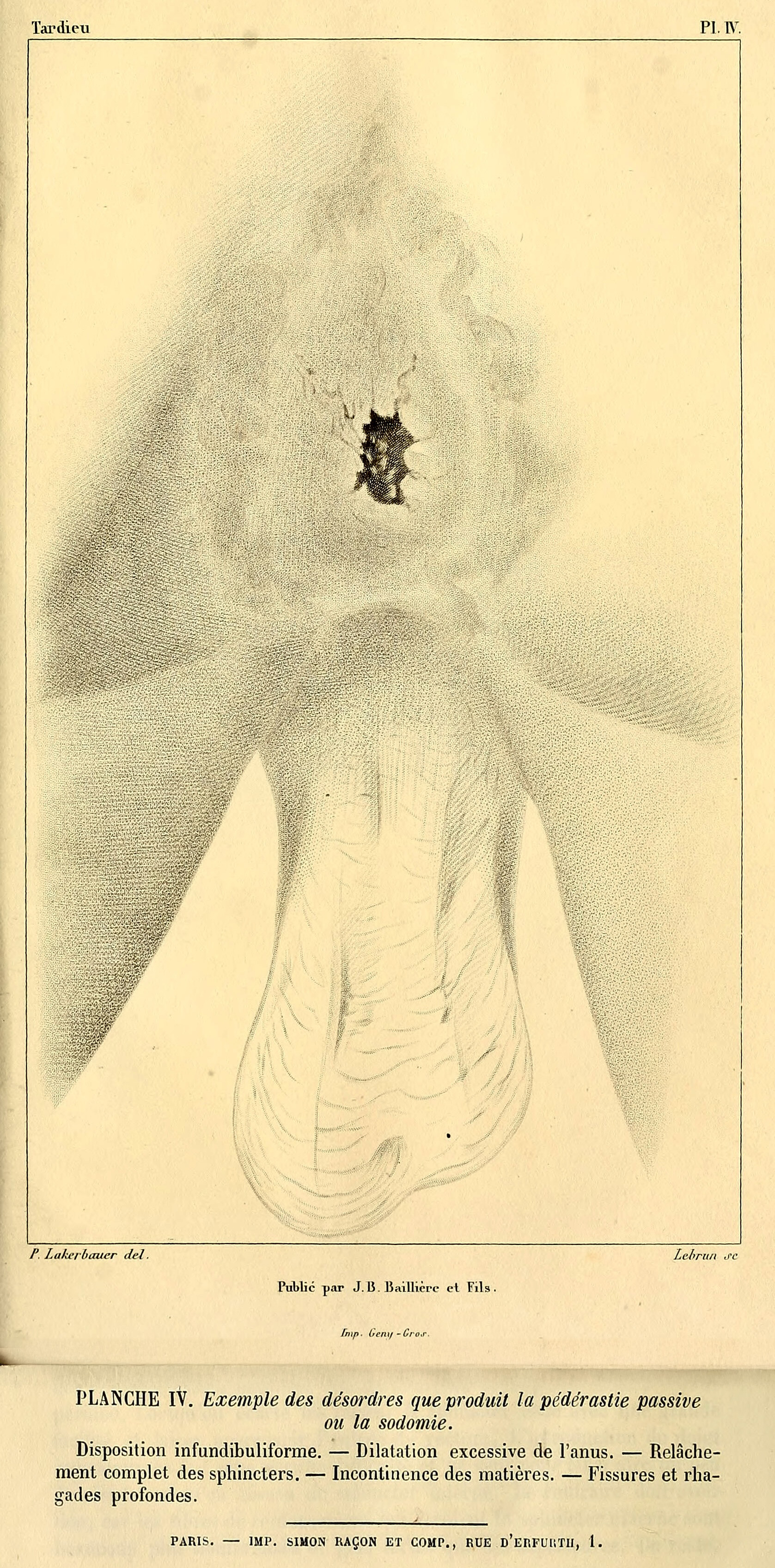
"Exemple des désordres que produit la pédérastie passive ou la sodomie".

En se basant sur ses constatations observées sur 177 individus, il fixe, pour des générations d’étudiants en médecine, les signes permettant de caractériser les « habitudes anciennes et passives de pédérastie » : « le développement excessif des fesses, la déformation infundibuliforme de l’anus, le relâchement du sphincter, l’effacement des plis, les crêtes et caroncules du pourtour de l’anus, la dilatation extrême de l’orifice anal, l’incontinence des matières, les ulcérations, les rhagades, les hémorroïdes, les fistules, la blennorragie rectale, la syphilis, les corps étrangers introduits dans l'anus. ». Il cherche aussi à distinguer ce qui relève de l'habitude ou de l'attentat violent.
Se basant sur des constatations observées sur 92 individus, il est aussi le premier à décrire  « des signes d'habitudes actives de pédérastie ». Les dimensions du pénis hors état d'érection sont « ou très-grêles ou très-volumineuses, la gracilité est la règle très-générale, la grosseur la très-rare exception ».  La forme est « plus remarquable encore ». Si le pénis est petit et grêle, « il va en s'amincissant considérablement de la base jusqu'à l'extrémité qui est très effilée » rappelant tout à fait le pénis d'un chien. Si le pénis est volumineux, « c'est le gland qui étranglé à sa base, s'allonge quelques fois démesurément, de manière à donner l'idée du museau de certains animaux. De plus, la verge, dans sa longueur, est tordue sur elle-même ».
Cette étude est rééditée six fois entre 1857 et 1878.

#### Controverse: la question homosexuelle
Cet ouvrage, par-delà le contexte de justice pénale et de médecine légale de son époque, est présenté par des militants pour les droits des homosexuels comme un monument de l’homophobie médicale.
Tardieu est accusé d'avoir fait de l’homosexuel un véritable monstre, et de l'homosexualité une maladie physique et mentale. Il assimile l’homosexuel masculin à la femme (dont il aurait les propriétés psychiques) et à l’animal (notamment au chien, dont il aurait le pénis). Il appelle les pouvoirs publics à s’inquiéter du caractère de subversion sociale que présenterait l’homosexualité, mettant en contact des Français et des étrangers (il dénonce le « cosmopolitisme de ces dégradantes passions »), des hommes du monde et des hommes du peuple. Pour finir, il associe l’homosexualité au crime (toute une série d’assassinats montrerait, selon lui, le lien des homosexuels avec « le rebut du monde le plus vil » auquel « ils vont demander la satisfaction de leurs monstrueux désirs »). Les contradictions abondent sous sa plume : le souci de scientificité clinique s’accompagne à chaque page de la rhétorique de la dépravation ; la thèse de l’innéité de la pédérastie va de pair avec celle du vice, c’est-à-dire du choix immoral.
Pour la plupart des historiens, un processus de médicalisation du péché sexuel judéo-chrétien se met en place au début du XVIIIe siècle. Les pratiques jugées immorales sont aussi jugées malsaines et pathologiques, au nom de la raison et de la nature. C'est le cas avec Tissot (1728-1797) sur la masturbation et l'onanisme, qui influence profondément tout le XIXe siècle médical, et ce, jusque vers les années 1930.
Tardieu illustre la poursuite, au XIXe siècle, de ce processus de médicalisation du péché (en l'espèce homosexuel) qui se transforme en maladie. Ce processus serait le résultat de deux tendances contradictoires : le modèle médical tend à dépouiller le social de son sens religieux, en retour ce modèle médical, apparemment objectif, subit l'empreinte de son milieu social.

## En ligne
- « Étude médico-légale sur les sévices et mauvais traitements exercés sur des enfants », Annales d’hygiène publique et de médecine légale, 1860 (consulté le 22 décembre 2011), p. 361-398
- « Étude médico-légale sur les attentats aux mœurs », J.P. Baillière et fils, 1859 (3e édition)